# تلاهويكسا لبانتيكوهتلي
تلاهويكسا لبانتيكوهتلي (بالإنجليزية: Tlāhuizcalpantecuhtli)‏ في أساطير الأزتيك هو «سيد الفجر» ورب الكوكب فينوس باعتباره كوكب الصباح عند الأزتيك. اعتبر تجسيدا لكويتزالكوتل Quetzalcoatl. وهو عضو رئيسي في مجموعة الآلهة داخل دين الأزتك. أصبح نجم الصباح عندما مات. يُنظر إلى تلاهويكسا لبانتيكوهتلي أيضًا على أنه أحد الآلهة الأربعة التي أبقت السماء مرتفعة وارتبطت بالاتجاه الرئيسي للشرق. وهو رب اليوم الثاني عشر.

## معرض صور

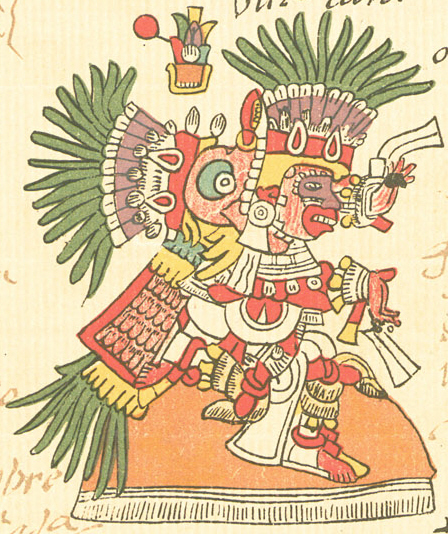
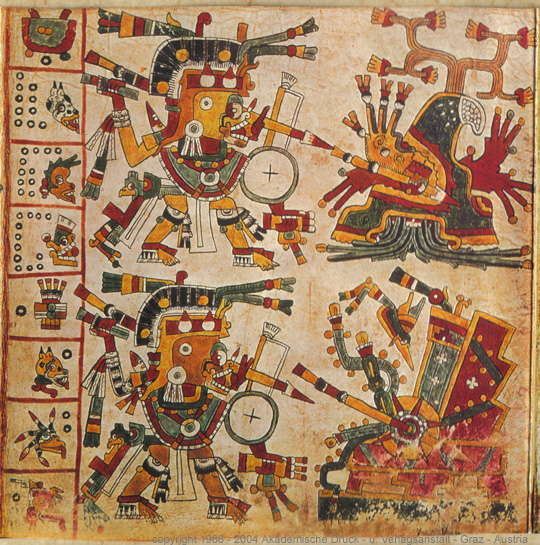
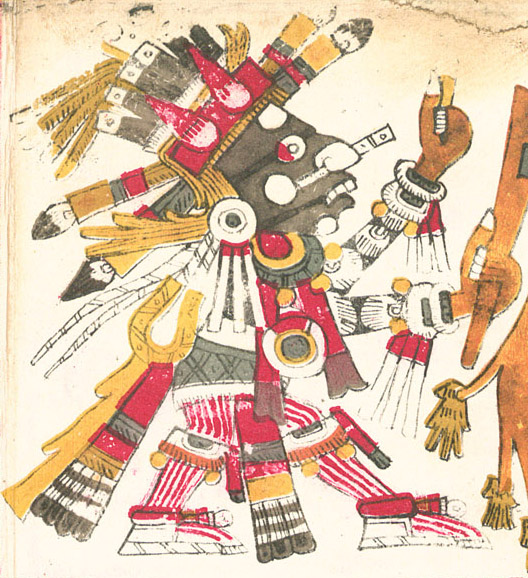
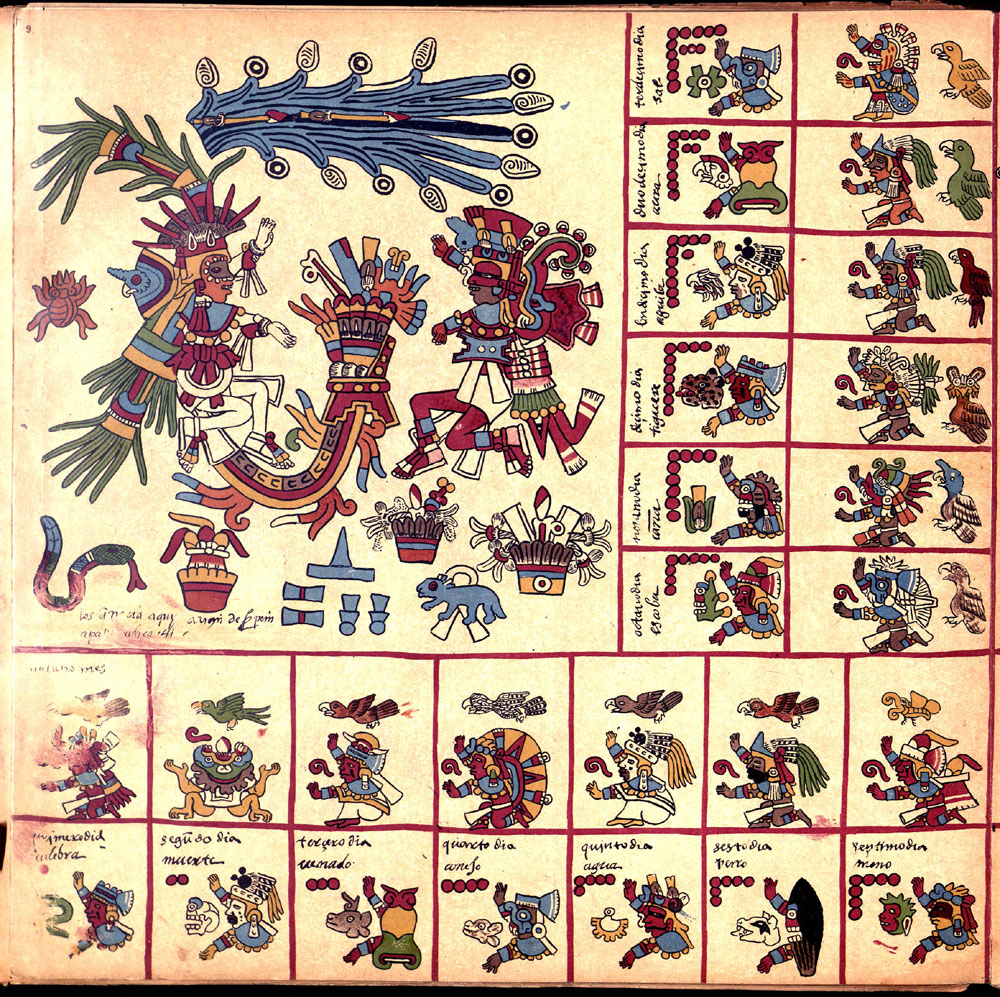
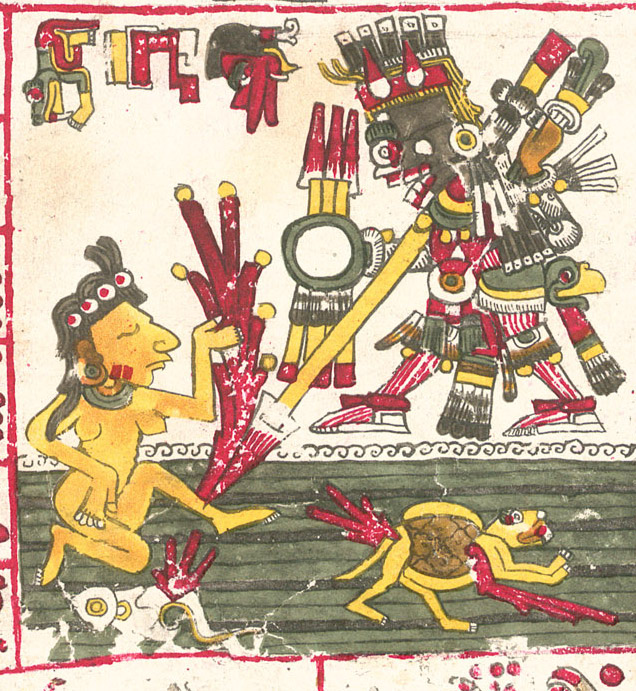
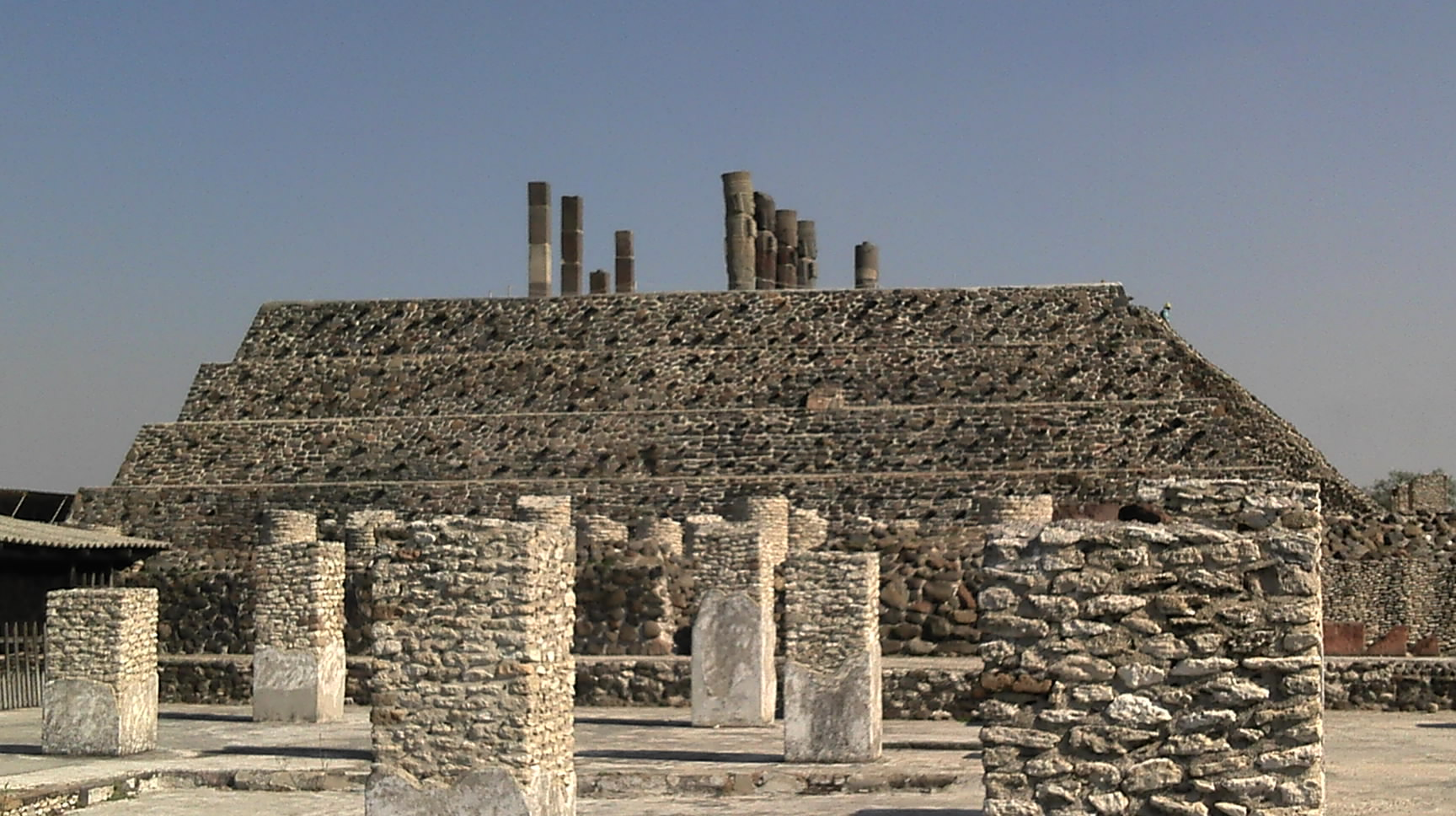